# Percy Herbert (2e baron Powis)
Percy Herbert, 2e baron Powis (1598 - 19 janvier 1667), connu sous le nom de Sir Percy Herbert, baronnet, entre 1622 et 1655, est un écrivain et homme politique anglais qui siège à la Chambre des communes de 1621 à 1622 et hérite plus tard d'une pairie.

## Biographie
Il est le fils de William Herbert (1er baron Powis), et de son épouse Eleanor Percy (décédée en 1650). Il est nommé d'après le nom de famille de son grand-père maternel Henry Percy (2e comte de Northumberland) et appartient à une branche récusante (donc catholique) de la famille Herbert vivant au Château de Powis.
En 1621, il est élu député de Shaftesbury lors d'une élection partielle après l'expulsion du député précédemment élu. Il est fait chevalier le 7 novembre 1622 et est érigé baronnet le 16 novembre 1622. Herbert hérite du titre de baron Powis à la mort de son père en 1655.

## Mariage et descendance
Le 19 novembre 1622, il épouse Elizabeth Craven (baptisée en 1600, déc. 1662), première fille survivante de sir William Craven (vers 1545-1618), qui la convertit au catholicisme. Leur fils unique, William Herbert (1er marquis de Powis) devient le 1er comte de Powis et ensuite le 1er marquis de Powis.